# Migros Türk
Migros Ticaret — турецкая компания, владелец торговых сетей в Турции и Казахстане. Основана в 1954 году, штаб-квартира расположена в Стамбуле.

## История
Компания была основана в 1954 году как совместное предприятие швейцарской компании Migros и муниципальных властей Стамбула. Как и в Швейцарии, первоначально компания торговала с грузовиков. В 1975 году турецкий филиал Migros был выкуплен турецкой группой Koç Holding. В 1991 году акции Migros Türk были размещены на Стамбульской фондовой бирже.
В конце 1990-х годов компания начала расширять деятельность в другие страны под брендом Ramstore: были открыты торговые центры в Азербайджане, России, Казахстане, Северной Македонии и Болгарии. В 2007 году торговые центры в Болгарии были закрыты, а российская сеть продана Enka Holdings.
В 2008 году Migros Türk была выкуплена британской инвестиционной группой BC Partners, к этому времени сеть Migros Türk насчитывала 961 торговую точку в Турции, Азербайджане, Казахстане, Киргизии и Македонии. В 2011 году была продана сеть в Азербайджане. В 2015 году BC Partners продала свою долю в Migros турецкой группе Anadolu Endustri Holding.
В 2021 году был продан филиал в Северной Македонии Ramstore Macedonia DOO.

## Собственники и руководство
Основным акционером является группа AG Anadolu Grubu Holding (49 % акций), контролируемая турецкими бизнесменами Камилом Языджи (Kamil Yazici) и Иззетом Озилханом (Izzet Ozilhan). Группе также принадлежит производитель пива Anadolu Efes и одна из бутилирующих компаний системы Coca-Cola Coca-Cola İçecek.

## Деятельность
По состоянию на 2022 год сеть Migros насчитывала 2882 розничных магазинах и 26 оптовых баз. Оборот за 2022 год составил 74,5 млрд турецких лир ($4,09 млрд); в 2021 году — 36,91 млрд лир ($2,76 млрд). Зарубежная деятельность представлена дочерней компанией «Рамстор Казахстан», на неё пришлось 126 млн турецких лир оборота.

## Дочерние компании
Основные дочерние компании:
- Ramstore Kazakhstan LLC (Казахстан, управление торговыми центрами, 100 %)
- Mimeda Medya Platform A.Ş. (Турция, масс-медиа, 100 %)
- Moneypay Ödeme ve Elektronik Para Hizmetleri A.Ş. (Турция, электронные платежи, 80 %)
- Paket Lojistik ve Teknoloji A.Ş. (Турция, логистика, 75 %)
- Dijital Platform Gıda Hizmetleri A.Ş. (Турция, онлайн-супермаркет, 93 %)
- Migen Enerji ve Elektrikli Şarj Hizmetleri A.Ş. (Турция, зарядка электромобилей, 100 %)